# Axtell (Nebraska)
Axtell es una villa ubicada en el condado de Kearney en el estado estadounidense de Nebraska. En el Censo de 2010 tenía una población de 726 habitantes y una densidad poblacional de 632,75 personas por km².

## Geografía
Axtell se encuentra ubicada en las coordenadas 40°28′48″N 99°7′44″O / 40.48000, -99.12889. Según la Oficina del Censo de los Estados Unidos, Axtell tiene una superficie total de 1.15 km², de la cual 1.15 km² corresponden a tierra firme y (0%) 0 km² es agua.

## Demografía
Según el censo de 2010, había 726 personas residiendo en Axtell. La densidad de población era de 632,75 hab./km². De los 726 habitantes, Axtell estaba compuesto por el 97.38% blancos, el 0% eran afroamericanos, el 0.55% eran amerindios, el 0.14% eran asiáticos, el 0% eran isleños del Pacífico, el 0.83% eran de otras razas y el 1.1% pertenecían a dos o más razas. Del total de la población el 1.24% eran hispanos o latinos de cualquier raza.